# Sainte Madeleine en prière
Pour les articles homonymes, voir Madeleine pénitente.
Sainte Madeleine en prière – ou Sainte Madeleine pénitente – est un tableau réalisé par le peintre italien Guido Reni vers 1627-1628. De format vertical, cette huile sur toile est une peinture chrétienne qui représente Marie Madeleine pendant sa pénitence.
Elle est figurée à mi-corps, assise à l'entrée d'une grotte donnant sur de la verdure, enveloppée dans un drapé gris bleuté. Les mains jointes en prière face à un crucifix, elle lève les yeux au Ciel.
L'œuvre est achetée par Louis XIV en 1670, en France. Conservée au musée des Beaux-Arts de Quimper depuis 1897, elle est depuis 2013 la propriété de la commune de Quimper, dans le Finistère,.